# Itogon
Itogon (Bayan ng Itogon) är en kommun i Filippinerna. Kommunen ligger på ön Luzon, och tillhör provinsen Benguet. Folkmängden uppgår till 46 705 invånare.
Itogon är indelat i 9 barangayer.

## Bildgalleri

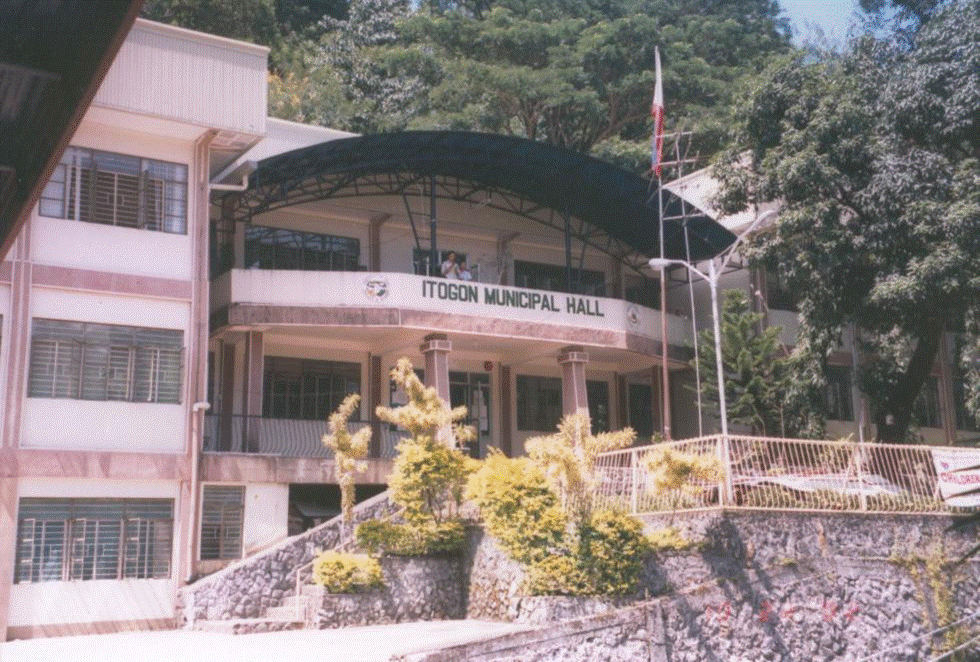